# برجک (فردوس)
روستای برجک، روستایی است در دهستان خانکوک از توابع بخش مرکزی شهرستان فردوس.